# Castillo de Guardias Viejas
Castillo de Guardias Viejas är ett slott i Spanien.   Det ligger i provinsen Provincia de Almería och regionen Andalusien, i den södra delen av landet, 400 km söder om huvudstaden Madrid. Castillo de Guardias Viejas ligger 31 meter över havet.
Terrängen runt Castillo de Guardias Viejas är platt åt nordost, men åt nordväst är den kuperad. Havet är nära Castillo de Guardias Viejas åt sydväst.  Närmaste större samhälle är El Ejido, 9,0 km norr om Castillo de Guardias Viejas. 